# Taedonggang (cerveja)

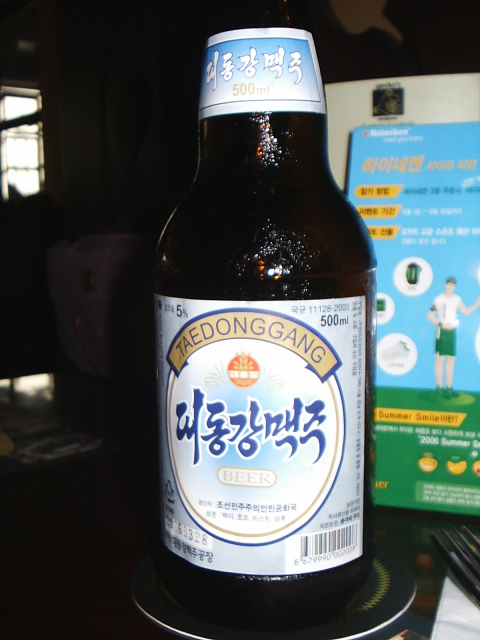
Uma garrafa pequena da cerveja Taedonggang vendida em um pub em Itaewon, na Coreia do Sul

Taedonggang é uma marca de cerveja norte-coreana produzida pela empresa estatal Taedonggang Brewing Company, sediada em Pyongyang. É a marca principal dentre outras 4 marcas produzidas pela mesma empresa, sendo conhecida popularmente fora da Coreia do Norte como "Taedonggang Beer".

## História
Em 2000, o governo norte-coreano decidiu adquirir uma cervejaria. Tendo naquele breve período relações positivas com o ocidente, por meio de contatos na Alemanha, o governo da Coreia do Norte conseguiu adquirir a totalidade da então intacta e ainda instalada fabrica de cerveja Ushers of Trowbridge, em Wiltshire na Inglaterra pelo valor de £1.5M por meio do negociador alemão Uwe Oehms.
Preocupados inicialmente com um possível uso para fabricação de armas químicas, Peter Ward, da compania cervejeira Thomas Hardy Brewing and Packaging decidiu continuar o negócio após ser convencido de que tal risco não existia, e então comprou a planta de fabricação e organizou uma equipe norte-coreana para viajar até Trowbridge para desmontá-la e prepara-la para o embarque. Reinstalada e operacional desde 2002, a cervejaria utiliza sistemas computadorizados de produção e controle feitos na Alemanha.
A cerveja Taedonggang foi batizada em homenagem ao Rio Taedong, que corta o centro de Pyongyang.
Em 3 de julho de 2009, um comercial da cerveja foi transimido pela televisão estatal Korean Central Television em um raro ato, visto que raríssimas propagandas são passadas nos canais de TV norte-coreanos. O anúncio foi passado em 3 ocasiões.

## Características
Com teor alcoólico de 5% e um sabor significativamente mais amargo que a maioria das cervejas asiáticas, e de fato lembrando uma ale britânica, a cerveja Taedonggang foi descrita pelo The New York Times como "uma lager encorpada com um toque adocicado que deixa um levemente amargo sabor como resquício após ser bebida" e "uma das cervejas de mais alta qualidade da peninsula coreana por muitos anos". Outros críticos a descreveram como sendo "uma cerveja altamente respeitável, mas não uma vencedora de prêmios".

## Disponibilidade
A cerveja Taedonggang tem como público alvo os consumidores domésticos, entretanto em 2005 ela passou a ser também exportada em quantidades limitadas para a Coreia do Sul, aonde ela é importada pela empresa Vintage Korea, sediada em Dogok, Gangnam, Seoul.
Em meados de 2007, entretanto, a disponibilidade da cerveja começou a despencar, e a mesma parou de ser importada após o aumento de 70% no custo da mesma.
Dentro da Coreia do Norte, ela é percebida como a melhor e mais vendida marca de cerveja do país, de acordo com estrangeiros residindo no país e pode ser facilmente encontrada em bares e restaurantes. Ela também é encontrada em hotéis para estrangeiros em Pyongyang, aonde os preços para uma garrafa pequena em 2008 eram de aproximadamente 75 centavos de dollar.